# Václav Hora
Václav Hora (9. září 1873 Kozojedy – 17. ledna 1959 Praha) byl český právník, odborník na civilní proces. Byl profesorem Právnické fakulty UK a dvakrát jejím děkanem.

## Život
Narodil se do rodiny malorolníka. Po maturitě v Plzni roku 1892 studoval práva na české právnické fakultě v Praze a na univerzitě v Lipsku. Promován doktorem práv byl roku 1898. Po ukončení studií působil v justici, nejdříve jako soudní adjunkt v Novém Boru, po habilitaci v oboru civilního soudního řízení roku 1907 přešel do Prahy k vrchnímu zemskému soudu a roku 1910 byl jmenován soudcem. Už o rok později ale soudnictví opustil, neboť byl jmenován mimořádným a v roce 1916 řádným profesorem procesního práva občanského. V roce 1901 se oženil s Marií, rozenou Wegerovou (* 1881), s níž měl syna Jiřího a další dvě děti.[zdroj?]
Po vzniku Československa se na ministerstvu unifikací podílel na sjednocování občanskoprávních procesních předpisů, pracoval též v oblasti organizace československých soudů a působil u československo-maďarského rozhodčího soudu. Byl řádným členem České akademie věd a umění i Šafaříkovy akademie v Bratislavě. V letech 1919–1920 a 1936–1937 byl také děkanem Právnické fakulty Univerzity Karlovy. V roce 1926 si postavil Řevnicích u Prahy vilu, kam často s manželkou jezdil a kde byl členem místního okrašlovacího spolku. Roku 1939 odešel na odpočinek a do Řevnic se úplně přestěhovali. Po válce se načas na fakultu vrátil, únor 1948 ale znamenal definitivní konec činnosti na univerzitě, ačkoli ještě v roce 1953 byl jmenován akademikem a doktorem právních věd.

## Dílo
Profesor Hora se zabýval občanským právem procesním, zvláště úpravou exekucí a odvolacího řízení. Věnoval se též sjednocení československého právního řádu či otázkám soudcovské nezávislosti. Jeho spis o odvolání z roku 1915 získal Cenu Josefa Hlávky a jeho třídílné Československé civilní právo procesní z let 1922–1924 se dočkalo dalších dvou vydání a znovu vyšlo v roce 2010. Psal také často do časopisu Právník nebo Sborníku věd právních a státních.
- Procesní úkony dle práva rakouského. Praha 1907
- Odvolání podle rakouského civilního řádu soudního. Praha 1915
- Exekuce na nemovitosti a exekuce zajišťovací. Praha 1919
- Civilní řád soudní na Slovensku. Bratislava 1922
- Československé civilní právo procesní I.-III. Praha 1922–1924; 1926–1927; 1932–1934; reprint J. Spáčil, Praha: Wolters Kluwer 2010
- Civilní řád soudní a jurisdikční norma. Praha 1922, 1926, 1931, 1934
- Exekuce na nemovitosti. Praha 1924
- Soustava exekučního práva se zřetelem ke Slovensku a Podkarpatské Rusi. Praha 1930
- Řády konkursní, vyrovnávací a odpůrčí. Praha 1931
- Soudní řízení nesporné. Praha 1931
- Exekuční právo. Praha 1938
- Učebnice civilního práva procesního. Praha 1947